# Cheto
Cheto ist ein Ort der spanischen Gemeinde Bierge in der Provinz Huesca der Autonomen Gemeinschaft Aragonien. Cheto ist seit Jahren unbewohnt.

## Geographie
Cheto befindet sich am Fluss Mascún, einem Nebenfluss des Alcanadre. Der Ort liegt im Naturpark Parque Natural de la Sierra y Cañones de Guara, nördlich von Rodellar.